# Арран (область в Закавказье)

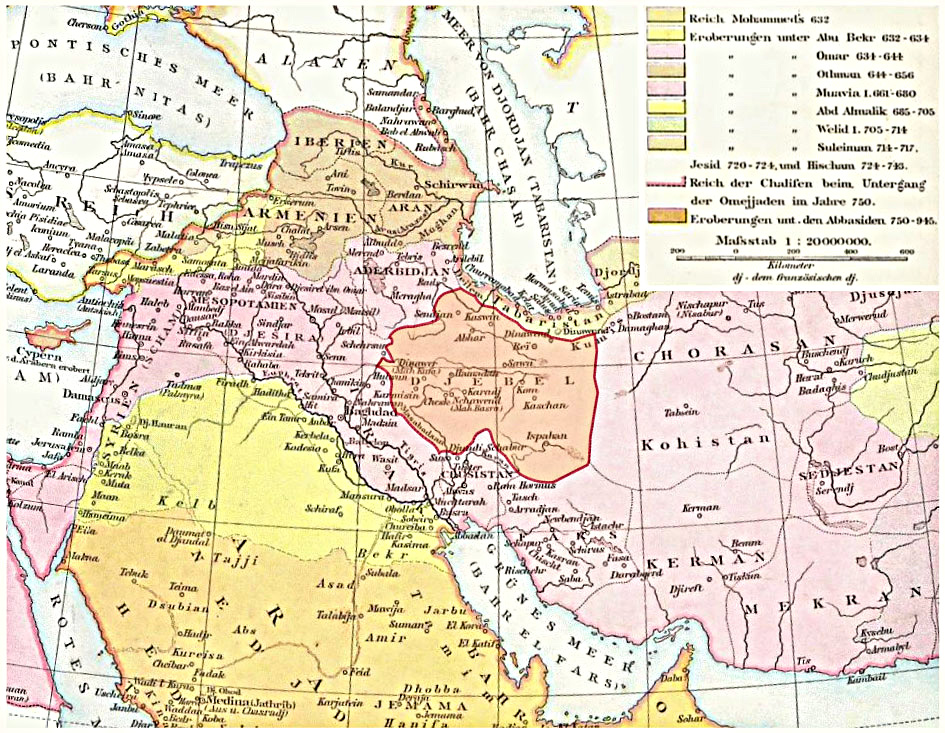
Арран расположен к западу от Каспия, между Ширваном (на северо-востоке) и Атропатеной/Адербиджаном (на юге)

Арран, или Аран (арм. Առան; араб. الران‎; груз. რანი; перс. آران‎) — средневековая историко-географическая область в восточном Закавказье.
В настоящее время эта территория входит в состав Азербайджанской Республики.

## Название
Как отмечает Кирилл Туманов в своей работе 1959 года, что-то близкое к «Арран» зафиксировано у иранцев в доисламский период. В «Энциклопедии ислама» 1986 года Ричард Фрай пишет, что происхождение названия «Арран» и его эквивалентов: грузинского «Рани», греческого  «Αλβανοί» и армянского «Алуанк», неизвестно. Ряд арабских источников использует название «al-Ran». Поздние греческие авторы также называют страну Арианией вместо Албании, а народ Арианой. По мнению иранистки Анаит Периханян, в армянской форме топонима «Аран» и арабском термине «Арран» сохранена среднемидийская (северо-западный диалект иранского языка, точнее, атропатенский) форма названия. Роберт Хьюсен в работе 1992 года, отмечает, что все обозначения на других языках происходят из местного названия. Хотя это название остаётся неизвестным, оно должно быть близким к «Арран» и, предположительно, связано с кавказским корнем. Наряду с армянским, греческим и грузинским, Хьюсен приводит также латинское название «Албани», парфянское «Ардан» и персидское «Ран». Во второй половине III века, в трёхъязычной надписи недалеко от Персеполя, шахиншах Ирана Шапур I перечисляет находящиеся в его подчинении территории, в том числе и Албанию в форме «Ардан»
...Атрупатакан (Азербайджан), Армения, Виржан (гр. Иберия), ...Ардан (гр. Албания, ср.-пер., вероятно, Арран), Баласакан (...), до гор Kap (т.е. Кавказ) и Аланских Ворот (т.е. Дарьяльный проход)
Джордж Бурнутян в публикации 2004 года отмечает, что после раздела Армении между Византией и Сасанидским Ираном в 387 году провинции Арцах и Утик были присоединены к Кавказской Албании, новая административная единица получила название «Ран», которое через арабское название «al-Ran» (произносится как ар-Ран) со временем стала называться Арраном. Согласно «Энциклопедии Ираника» армянским эквивалентом топонима «Арран» являются «Алуанк» или «Ранеак». Минорский в публикации 1963 года и Пол Уитли в работе 2001 года утверждают, что «Ран» наряду с «Алуанк» являются армянскими аналогами топонима «Албания». В работе Шульце 2003 года полагается, что арабская форма «Ar-rānu» заимствована из армянского топонима «Aran». В некоторых классических источниках встречается форма «Ариан»/«Арьян».
Это термин в письменных источниках встречается с VI века. В доисламский период название применялось ко всему восточному Закавказью (территория нынешней Азербайджанской Республики), то есть Албании. Начиная с исламского периода, Арран охватывал только территорию в междуречье Куры и Аракса  то есть Мильская степь. С XV века термин «Арран» перестаёт быть общеупотребляемым, так как сливается с провинцией Азербайджан.
Советский историк А. Р. Шихсаидов замечал схожесть названия области Арран с лезгинским словом «аран», которое обозначает низменность.

## География
На севере область Арран граничила с Ширваном, на северо-западе — с Шеки и Кахети, на юге — с Арменией и Азербайджаном, на юго-востоке — с прикаспийской провинцией Мугань. На территории Аррана существовали города Барда, Байлакан, Гянджа и Шамкир. Ибн-Хаукаль пишет о двух Арранах, очевидно, имея в виду область к югу от Куры и Ширван к северу от неё. 
Ахмед ибн Лютфуллах, касаясь городов Арана отмечал, что среди известных городов Аррана: Тифлис, Шамкур, ал-Байлакан, Сарир-Аллан. Это обширная область, на землях (которой) проживали лакзы. «Лакз» также название горы.
Российский востоковед В. Бартольд отмечал, что Арран, название древней Албании, охватывало также современный Баку, и лишь в узком смысле междуречье Аракса и Куры. Река Аракс являлась границей между Азербайджаном и Арраном. А. Новосельцев отмечал, что Арран IX—XI веков территориально не совпадал с Албанией IV—VII веков. С IX—X веков под Арраном источники понимали преимущественно степную зону междуречья Куры и Аракса, то есть Мильскую степь.
Граница между исторической Арменией и Арраном на северном участке проходила по области Хунан на берегу реки Кура, вдоль которой также шла историческая граница между Арменией и Арраном.

## Исторический очерк
В античности территория Кавказской Албании занимала только левобережье реки Кура. Правобережье (области Арцах и Утик) было передано Албании после раздела Великой Армении в 387 году, когда пограничные провинции последнего были отторгнуты. Это является одной из причин возникшей путаницы в определении территории Аррана, когда армяне относили к нему только земли севернее Куры.
Ранний период Аррана, как и в целом Кавказа, отличался лингвистическим разнообразием. Как сообщает Страбон, в Албании существовало более 26 различных языков и диалектов. Албанский язык принадлежал к восточно-кавказской (нахско-дагестанской) языковой семье и, как отмечают авторы «Encyclopædia Iranica», об Аране того периода можно говорить как о, в основном, неиндо-европейской стране.
Арран был христианизирован из Армении. Церковь Кавказской Албании сохраняла автокефалию до конца VII века. При халифе Абд Аль-Малике армянскому духовенству, при поддержке и одобрении арабов, удалось присоединить  церковь Албании к армянской церкви.
Aрабы объединили области, завоеванные в Закавказье, в учреждённую в 701 году провинцию  — Арминийю. Во время Омейядского халифата Арран номинально находилась под властью князей Армении, которые, в свою очередь, были подчинены арабам. Территория бывшего иранского марзбанства Албания вместе с армянской областью Сюник и Тифлисом вошла в состав одного из регионов наместничества — Арминийа I. С VII века население восточной части Аррана постепенно исламизируется.
В 822 году армянский князь Шеки Сахл Смбатян установил свою власть над всей территорией Аррана.
К X веку в Барде ещё говорили на арранском языке (al-Rānīya), хотя в последующее время упоминания о таком языке исчезают. В западных областях жили армяне, как об этом сообщает арабский автор X века: «Путь из Берда'а в Дабиль идет по землям армян, и все эти города в царстве Санбата, сына Ашута» ». Здесь находилось армянское феодальное княжество Хачен.
С 970 по 1075 годы в равнинной части Аррана правила курдская династия Шеддадидов. С середины XI века подвергается нашествию сельджуков и постепенно тюркизируется, автор XIII века отмечает, что «В обитаемой части [Вселенной] нет стольких зданий, как в Арране; ни в каком другом месте [нет] такого скопления тюрков. Говорят, там бывает до ста тысяч тюркских всадников». Арран сельджуками был объединён непосредственно с Азербайджаном (историческая область к югу от реки Аракс) и с тех пор не имел собственной династии. Позднее в границах государства татаро-монголов, туркоманских племен Кара-Коюнлу и Ак-Коюнлу, с XVI века входил в состав государства Сефевидов.
«Энциклопедия ислама» отмечает, что в XIII веке, в результате экспансии Грузии, армяне Аррана снова стали, если не независимыми, то по крайней мере подданными христианского государства.
Начиная с XIV столетия южная часть страны обычно обозначается тюркско-иранским названием Карабах (само слово происходит от тюркского «кара» — чёрный, и персидского «бах» — сад). Название Арран уже в то время сохранялось, по-видимому, только в литературной традиции.
Часть территории с начала 1990-х годов до 2023 года де-факто контролировалась непризнанной Нагорно-Карабахской Республикой.